# 김현욱 (정치인)
김현욱(金顯煜 또는 金顯彧, 1939년 1월 22일~2024년 7월 17일)은 대한민국의 정치인이다. 제11·12·13·15대 국회의원을 지냈다.
11대 총선에서 민주정의당의 공천으로 고향 당진군에 출마해 당선된 뒤 내리 3선을 기록했고, 13대 국회에서는 통일외무위원장을 역임하며 한국에서 보기 드문 독일통이라는 평가를 받았다.
1992년 14대 총선에서 통일국민당의 송영진에게 밀려 낙선하였다. 이후 민주자유당 대통령 후보 경선에 불복한 이종찬과 함께 새한국당을 창당했으며, 15대 총선을 앞두고 자유민주연합에 입당한 뒤 4선에 성공해 대한민국 국회 교육위원장(1996년)과 대통령직인수위원회 간사(1997년)를 지냈다.
정계 은퇴 이후에는 국민행동본부, 반핵반김국민협의회 등의 보수주의 단체에서 활동하면서 노무현 대통령의 햇볕정책 및 국가보안법, 사립학교법 전면개정을 비난하고 이명박 대통령을 지지했다.
종교는 천주교이며 세례명은 '요한 보스코'이다.

## 학력
- 당진초등학교 졸업
- 당진중학교 졸업
- 보인상업고등학교 졸업
- 한국외국어대학교 독문학 학사
- 오스트리아 빈 대학교 대학원 국제정치학 석사
- 오스트리아 빈 대학교 대학원 국제정치학 박사

## 경력
- 1981년 3월 25일 대한민국 제11대 국회의원 선거 당선(충남 서산군·당진군, 민주정의당, 초선)
- 1985년 2월 12일 대한민국 제12대 국회의원 선거 당선(충남 서산군·당진군, 민주정의당, 재선)
- 1988년 4월 26일 대한민국 제13대 국회의원 선거 당선(충남 당진군, 민주정의당, 3선)
- 1990년 ~ 한국민족발전연구원 이사장
- 1996년 4월 11일 대한민국 제15대 국회의원 선거 당선(충남 당진군, 자유민주연합, 4선)
- 2003년 9월 14일 ~ 국제평화외교안보포럼 이사장 (한국외교안보포럼/국제외교안보포럼)
- 2004년 ~ 천주교 평협 민족 화해 분과 위원장
- 2006년 ~ 반핵반김국민협의회 7대 위원장[2]
- 2007년 5월 19일 ~ 가톨릭뉴라이트상임의장
- 2007년 뜻있는 가톨릭 평신도 모임 대표
- 2007년 11월 27일 기자회견에서 "천주교정의구현사제단이 김용철 변호사를 옹호하는 이유는 한국의 질서를 파괴하기 위해서다"라고 정의구현사제단을 비난했다.
- 2008년 7월 7일 촛불집회에 미사를 진행한 정의구현사제단의 행동을 비난하는 내용을 본인이 대표로 있는 뜻있는 가톨릭 평신도 모임, 가톨릭뉴라이트의 이름으로 조선, 중앙, 동아일보에 광고로 게재했다.
- 2008년 7월 7일 공정택 서울특별시 교육감 후보 사무실에서 "전교조 문제를 해결하지 않으면 한국은 흔들린다."라는 색깔론 발언을 했다.
- 2008년 7월 8일 공정택 서울시 교육감 예비후보 고문단으로 활동[3]

## 가족 관계
- 아버지: 김용재(1912년 12월 30일~1958년 1월 31일)
- 배우자: 김혜선
  - 아들: 김석원
    - 며느리: 나은경
      - 손주: 김재승, 김가율

  - 딸: 김영은
    - 사위: 이호준
      - 외손주: 이경민, 이강민
- 동생: 김현풍(1941년 12월 17일~)

## 역대 선거 결과
|  | 8.50% |

|  | 39.04% |

|  | 44.29% |

|  | 47.92% |

|  | 37.19% |

|  | 51.27% |

|  | 41.16% |

## 같이 보기
- 김동길
- 당진군 (1988년 선거구)
- 당진군의 국회의원
- 서산군·당진군
- 서산군의 국회의원
- 서정갑
- 조갑제
- 박찬성